# Leptogaster tenerrima
Leptogaster tenerrima är en tvåvingeart som beskrevs av Meijere 1914. Leptogaster tenerrima ingår i släktet Leptogaster och familjen rovflugor. Inga underarter finns listade i Catalogue of Life.